# Улица Богдана Хмельницкого (Киев)
Улица Богдана Хмельницкого — одна из центральных улиц Киева. Расположена в Шевченковском районе и простирается от Крещатика до улицы Олеся Гончара.
Прилегают улицы: Пушкинская, Терещенковская, Владимирская (пересекает), Лысенко, Леонтовича, И. Франко, Пирогова, М. Коцюбинского.

## История

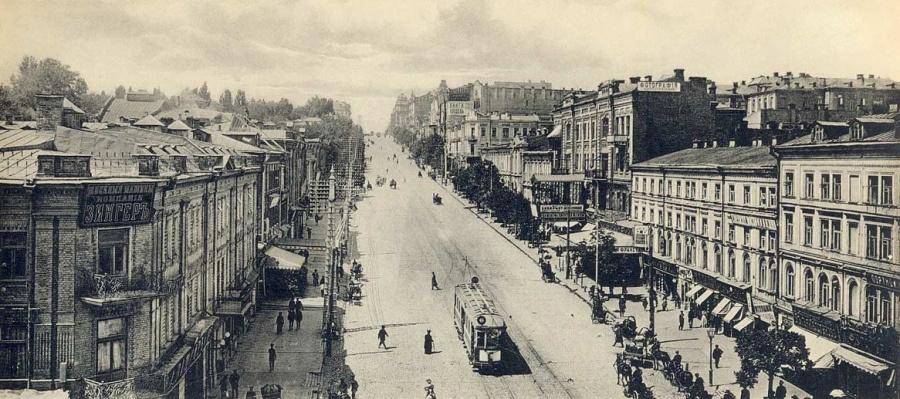
Фундуклеевская улица в начале XX века

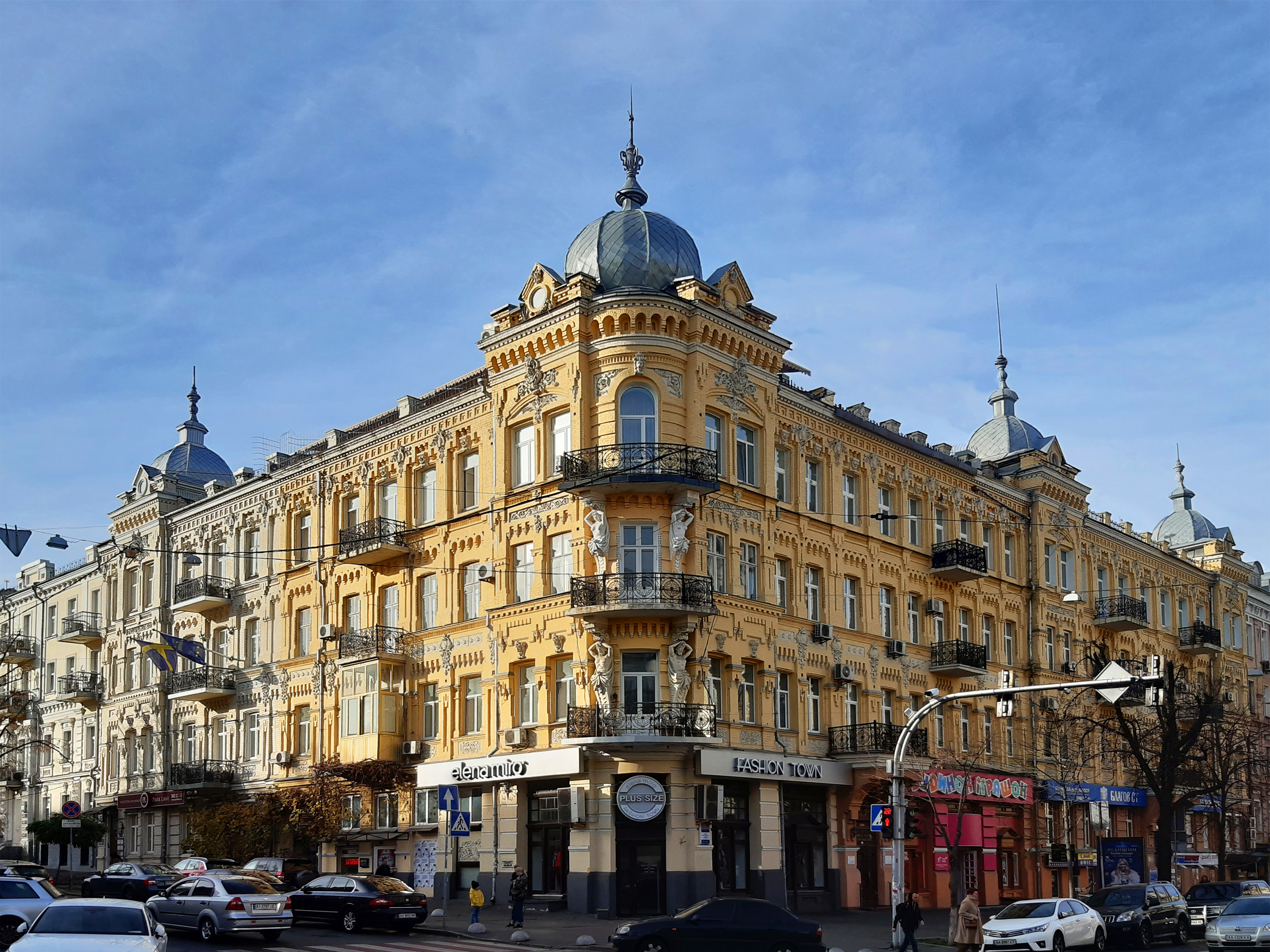
Здание № 33/34 по улице Богдана Хмельницкого

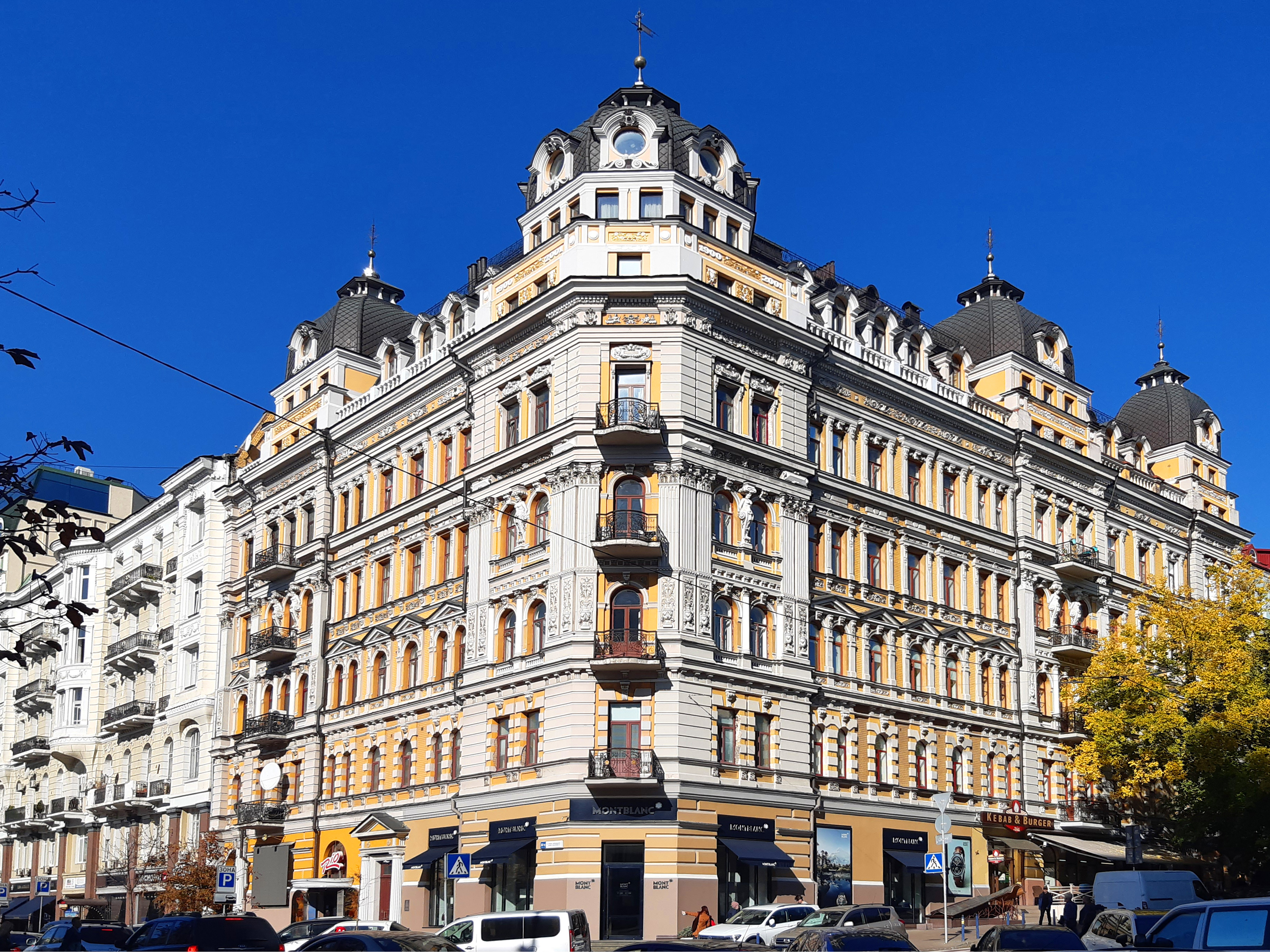
Здание № 30/10 по улице Богдана Хмельницкого

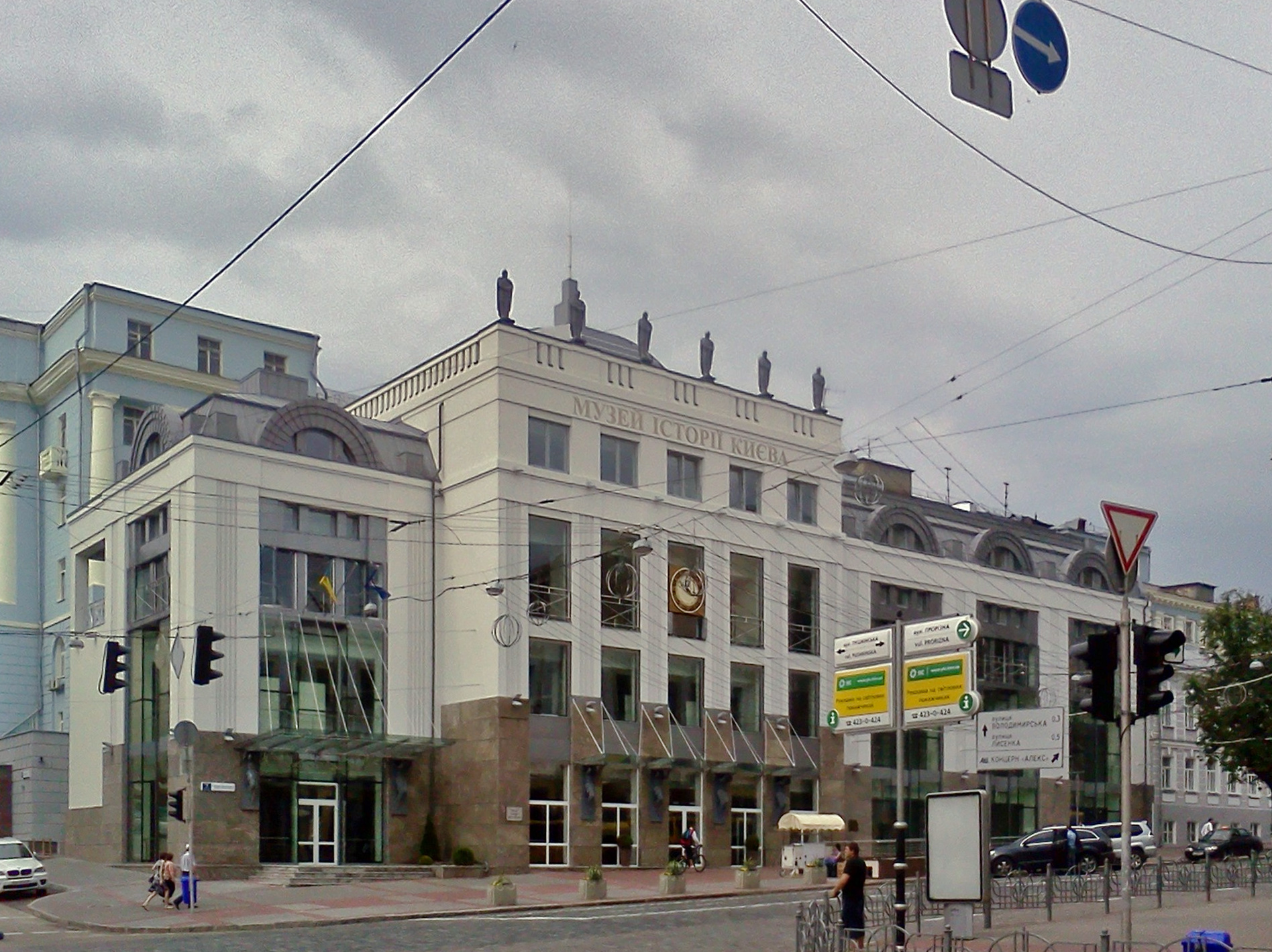
Музей истории Киева

Улица возникла в 1830-е годы под названием ул. Кадетская, поскольку существовал проект возведения тут здания Кадетского корпуса. С середины XIX века улица переведена в число улиц 1-го разряда — это стало началом бурного развития улицы.
В 1869 году улица в честь Киевского губернатора И. Фундуклея была названа Фундуклеевской.

Ещё раньше было возведено два здания, которые и до настоящего времени украшают собой улицу — это здание женской гимназии, открытое в бывших собственных зданиях И. Фундуклея, и здание Анатомического театра, возведённое в 1851—1853 годах по проекту архитектора А. Беретти.

Основная застройка улицы осуществлена в последней трети XIX — 1-й трети XX века. Среди наиболее значимых сооружений этого времени — здания театра Бергонье и Коллегии Павла Галагана, Ольгинской гимназии и гостиницы «Эрмитаж». В 1892 году по улице была проложена одна из первых линий Киевского трамвая, тогда же улица была выложена брусчаткой.

С 1919 по 1992 годы улица имела название улица Ленина (кроме 1941-43 годов, когда улица называлась Театерштрассе (Театральная)).
Современное название — с 1992 года.
В советский период улица почти не претерпела изменений — было лишь снесено несколько зданий для сооружения института «Киевпроект», кроме того, ещё в 1930-е годы на пересечении с улицей Коцюбинского было возведено два многоэтажных дома, один из которых имел название «Ролит» — это здание подобно харьковскому дому «Слово», и было местом проживания многих известных писателей советской Украины.

## Транспорт
- Троллейбусы 8, 17 (бульвар Тараса Шевченко)
- Станция метро «Университет»
- Станция метро «Театральная»

## Памятники
Бюст Б. Е. Патону (возле здания № 15).

## Памятники архитектуры и исторически ценные здания
- № 5 (1875; перестроено в 1930-е гг.) — театр Бергонье; ныне Театр русской драмы имени Л. Украинки;
- № 6 (1850-е) — бывшая Фундуклеевская женская гимназия;
- № 10 (1903—1904 гг.) — Кружевной дом Брадтмана;
- № 11 (1860-е) — здание Коллегии Павла Галагана; ныне Музей литературы;
- № 15 (1914-27) — здание Ольгинской гимназии; ныне Национальный научно-природоведческий музей НАН Украины);
- № 17 (1850-е — 1890-е) — здание гостиницы «Театральная»
- № 26 (1905) — здание бывшей гостиницы «Эрмитаж»;
- № 30 (1901);
- № 32 (1904);
- № 33/34 (1880-е; 1890-е);
- № 37 (1851-53) — бывший Анатомический театр; ныне Музей медицины;
- № 40/25;
- № 42
- № 46 (1888);
- № 51 — здание бывших Высших женских курсов;
- № 52 (1911);
- № 55;
- № 58;
- № 60 (1894);
- № 68 (1930-е) — здание Ролит, где проживало много известных писателей;

Также историческую и архитектурную ценность имеют дома №№ 3, 8, 10, 12, 21, 27, 29, 31, 32, 34, 35, 44, 45-б, 48, 50, 53, 56, 57, 59, 62, 63, 64, 66, 70, 72, 72-б, 74, 84, 86, 94, что сооружены во 2-й половине XIX — 1-й половине XX века.

## Выдающиеся личности, проживавшие или бывавшие на улице Б. Хмельницкого
- № 5 — в здании театра выступали актёры М. Кропивницкий, М. Соловцов, Лесь Курбас
- № 6 — в гимназии обучались поэтесса А. Ахматова, певицы М. Донец-Тессейр, К. Держинская
- № 10 — обучалась А. Тарасова; жил вместе с матерью маленький С. Королёв
- № 11 — в здании Коллегии П. Галагана бывали и работали А. Крымский, И. Франко, П. Житецкий, М. Мурашко, М. Пимоненко, И. Анненский, В. Липский
- № 12 — проживал композитор и педагог Н. Н. Вилинский
- № 17 — останавливался В. Короленко
- № 24 — родился священник Георгий Эдельштейн
- № 26 — останавливались поэты А. Блок и А. Белый
- № 27 — действовала студия художницы А. Экстер
- № 42/32 — проживал Н. Амосов
- № 47 - проживал певец Н. Д. Ворвулёв.
- № 60 — проживал врач В. Образцов

№ 63 - проживала учёный-музыковед, академик Герасимова-Персидская, Нина Александровна
- № 66 — проживала певица О. Петрусенко
- № 68 — проживали писатели И. Кочерга, М. Рыльский, Ю. Яновский, А. Малышко, В. Сосюра, композитор Б. Лятошинский, Н. Дубов и другие выдающиеся деятели
- № 88 — проживал певец А. Мишуга

## Дома на улице Богдана Хмельницкого
Большинство зданий на улице используется как офисные, в том числе и построенные под жильё, но переведённые в нежилой фонд. Из полноценных офисных зданий на улице расположены следующие: бизнес-центр Леонардо I по номеру 17/52 (недоступная ссылка), бизнес-центр Леонардо II, по номеру 19-21 (недоступная ссылка), офисный центр по номеру 48А, офисный центр по номеру 52 (недоступная ссылка), офисный центр по номеру 52Б.